# رمسيس الثاني
رَمسِيس الثاني (حوالي 1303 ق.م — يوليو أو أغسطس 1213 ق.م) يُشار إليه أيضًا باسم رمسيس الأكبر، كان الفرعون الثالث من حكام الأسرة التاسعة عشر المصرية (حكم 1279 – 1213 ق.م). ينظر إليه على أنه الفرعون الأكثر شهرة والأقوى طوال عهد الإمبراطورية المصرية. سماه خلفاؤه والحكام اللاحقين له بالجد الأعظم. قاد رمسيس الثاني عدة حملات عسكرية إلى بلاد الشام وأعاد السيطرة المصرية على كنعان. كما قاد كذلك حملات جنوبًا إلى النوبة حيث ذهب معه اثنان من أبنائه كما لوحظ منقوشًا على جدران معبد بيت الوالي.
نصّب رمسيس وهو في سن الرابعة عشر وليًا للعهد من قبل والده سيتي الأول. يعتقد بأنه جلس على العرش وهو في أواخر سنوات المراهقة وكما ويعرف بأنه حكم مصر في الفترة من 1291 ق.م إلى 1213 ق.م لفترة 78 عاما، وشهرين، وفقا لكلًا من مانيتون والسجلات التاريخية المعاصرة لمصر. وقيل عنه أنه قد عاش 99 عام، ولكن المُرجح أنه توفي في عمر 90 أو 91. فلو أصبح فرعون في 1279 ق.م كما يعتقد معظم علماء المصريات اليوم، لكان قد تولى العرش في عمر 31 1279 ق.م، استنادًا على تاريخ اِرتِقاءُه العَرش في موسم الحصاد الثالث يوم 27. احتفل رمسيس الثاني بأربعة عشر عيد «سِد»  (يُحتفل به لأول مرة بعد ثلاثين عامًا من حكم الفرعون، ثم كل ثلاث سنوات) خلال فترة حكمه، وبذلك يفوق أي فرعون أخر. في وفاته، دفن في مقبرة في وادي الملوك؛ تم نقل جثته لاحقا إلى الخبيئة الملكية حيث تم اكتشافه عام 1881، والآن هي معروضة بالمتحف القومي للحضارة المصرية.
تركزت الفترة الأولى من حكمه على بناء المدن والمعابد والمعالم الأثرية. أسس مدينة «بي رمسيس» في دلتا النيل كعاصمته الجديدة والقاعدة الرئيسية لحملاته إلى سوريا. وقد بنيت هذه المدينة على أنقاض مدينة أواريس عاصمة الهكسوس عندما تولى الحكم، وكانت موقع المعبد الرئيسي لمجموعة. وهو معروف أيضا باسم أوزايمنديس في المصادر اليونانية، ترجمت حرفيًا إلى اليونانية لجزء من اسم تتويج رمسيس، «حقيقة رع العظيمة، اختيار رع».

## عائلته

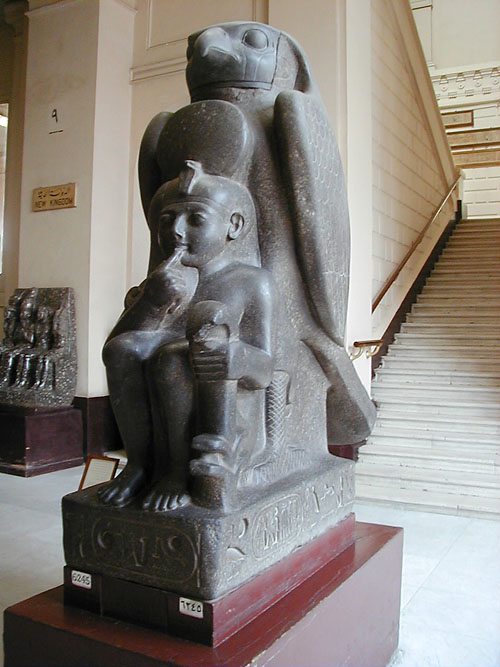
رمسيس الثاني وهو طفل، تمثال معروض بالمتحف المصري

رمسيس الثاني هو ابن الفرعون سيتي الأول والملكة تويا، وكان يُلقّب بالحاكم الشريك لوالدِه. رافقَ والده أثناء حملاته العسكرية على النوبة وبلاد الشام وليبيا وهو في عمر الرابعة عشر. قبيل سن 22 كان يقود الحملات بنفسه إلى النوبة مع أبنائه. عين رمسيس في مشاريع ترميم موسعة وبناء قصر جديد في أواريس. بعد وفاة سيتي الأول عام 1290 ق.م، تولى رمسيس الحكم. حكم رمسيس الثاني لما يقرب من 67 عام وتزوج كثيرًا من النساء، كما أنجب الكثيرين من محظيات وزوجات ثانوية. تزوج من بعض أميرات العائلة المالكة مثل نفرتاري وإست نفرت، كما تزوج من ابنة ملك خيتا وأطلق عليها الاسم المصري «ماعت نفرو رع»، كذلك يعرف أيضًا أنه تزوج ثلاث من بناته. تقلد أولاده الذكور المناصب المُهمة في الدولة، وأهمهم ابنه، خعمواس الذي فكر والده في السنة الثلاثين من حكمه في جعله وليًا للعهد، لكنه توفي في العام 55 من حكم والده. مات أكثر أبنائه الأوائل في حياته، لهذا خلفه ابنه الثالث عشر مرنبتاح من زوجته إست نفرت على العرش، وكان قد اختاره والده وليًا للعهد بعد وفاة خمواس.

## عهده
تولى رمسيس الحكم بعد وفاة والده سيتي الأول بعد أن كان أختاره وليًا للعهد واشركه معه في إدارة الدولة. لا يعرف عمر رمسيس عندما مات والده، لكن يرجح أن يكون عمره أقل من 25 عام، إذ كان أبًا لطفلين ذهبا معه إلى بلاد النوبة كما لوحظ منقوشًا على جدران معبد بيت الوالي. لم يبدأ رمسيس عهده بنقض معاهدة الصداقة التي عقدها والده مع الحيثيين، بل وجه اهتمامه إلى توطيد حكمه فأمر بإنهاء كافة الأعمال غير المُنجزة والتي قد بدأها والده كمعبد أبيدوس. فكر بعد ذلك في استغلال مناجم الصحراء متبعًا في ذلك سياسة والده. في حوالي السنة الرابعة من عهده، ذهب بحملة إلى أطراف آسيا لتوطيد النفوذ المصري والاطمئنان على الموانئ والمواصلات. عاد بعد ذلك خلال عامه الخامس في الحكم إلى هناك معبأً جيوشه للصدام بالحيثيين وكان ذلك في معركة قادش. وذكر أن خلال عهد رمسيس الثاني، بلغ عدد أفراد الجيش المصري حوالي 100,000 رجل؛ فكانت قوة هائلة استخدمها لتعزيز النفوذ المصري.

## الحملات والمعارك
قاد رمسيس الثاني عدة حملات شمالاً إلى بلاد الشام، وفي معركة قادش الثانية في العام الرابع من حكمه (1274 ق.م.)، قامت القوات المصرية تحت قيادته بالاشتباك مع قوات مُواتالّيس ملك الحيثيين استمرت لمدة خمسة عشر عاما ولكن لم يتمكن أي من الطرفين هزيمة الطرف الآخر. وبالتالي ففي العام الحادي والعشرين من حكمه (1258 ق.م.)، أبرم رمسيس الثاني معاهدة بين مصر والحيثيين مع خاتوشيلي الثالث، وهي أقدم معاهدة سلام في التاريخ.

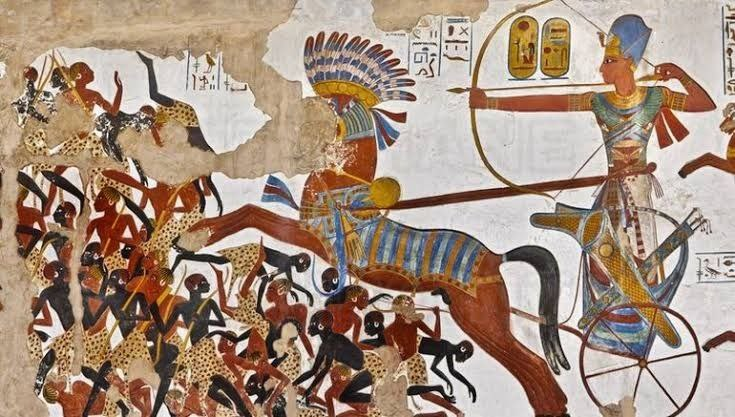
رمسيس الثاني يهاجم الأفارقة

قاد رمسيس الثاني أيضاً عدة حملات جنوب الشلال الأول إلى بلاد النوبة، وقد أنشأ رمسيس مدينة (بر رعميسو) في شرق الدلتا ومنها أدار معاركه مع الحيثيين وقد إدعى البعض أنه قد إتخذها عاصمة جديدة للبلاد وهذا بالطبع غير صحيح فلقد كانت عاصمة البلاد في مكانها في طيبة وأعظم ما ترك من معابد وآثار تركها هناك. وقد كان رمسيس الثاني متميز في فنون القتال والحروب وكان ذكى يفكر وياتى بالحل في نفس اللحظة وقد كان ماهرا أيضا في ركوب الخيل والقتال بالسيوف والمبارزة ورمى السهام وقد كان أيضا طيبا ذا روح أخلاقية ومحب لشعبه.

### المعركة ضد الشردان «قراصنة البحر»

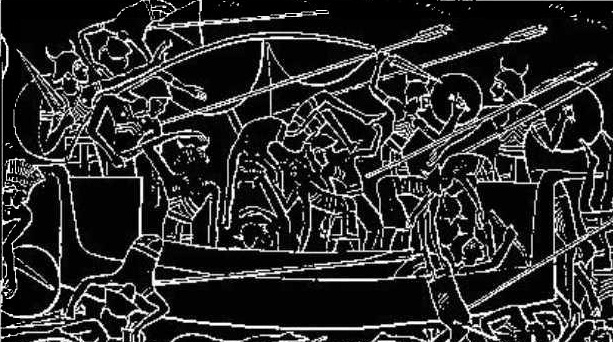
تصوير لمعركة المصريين بقيادة رمسيس الثاني ضد القراصنة الشردان

هزم رمسيس الثاني قراصنة البحر الشردانيين بشكل حاسم، حيث كانوا ينهبون سفن البضائع على طول ساحل مصر على البحر المتوسط. شعوب الشردان ربُمَّا جاءت من ساحل آيونيا أو من جنوب غرب الأناضول أو من جزيرة سردينيا. نشر رمسيس القوات والسفن في نقاط إستراتيجية على طول الساحل وانتظر إلى حين مهاجمة القراصنة على سفن مارة ثم هجم عليهم بمهارة على حين غرة في معركة بالبحر وقبض عليه جميعًا في آن واحد. تشهد لوحة تذكارية وجدت في تانس تتحدث بأنهم قدموا «في سفنهم الحربية من وسط البحر، ولم يقدر أي شئ في الوقوف أمامهم». لابد من أن كانت هناك كانت معركة بحرية في مكان ما بالقرب من مصب نهر النيل، وبعد ذلك بوقت قصير صورت النقوش الشردانيين بين حرس الفرعون ويبرزون من خلال خوذاتهم ذات القرون مع تكور بارز من الوسط، ودروعهم المستديرة وسيوفهم الكبيرة وصفت النقوش بأنها معركة قادش. في تلك المعركة البحرية جنبًا إلى جنب مع الشردان هزم الفرعون أيضًا شعب لوكا، وربما عُرفوا لاحقًا باسم (الليقيون) وشعوب البحر شيكلش.

## آثاره

أقصى حدود الإمبراطورية المصرية خلال حكم رمسيس الثاني.

- قام رمسيس خلال مدة حكمه ببناء عدد كبير من المبانى يفوق أي ملك مصري آخر، فقد بدأ بإتمام المعبد الذي بدأه والده في أبيدوس ثم بنى معبد صغير خاص به بجوار معبد والده ولكنه تهدم ولم يتبق منه إلا أطلال، وفي الكرنك أتم بناء المعبد الذي قد بدأه جده رمسيس الأول، وأقام في طيبة الرامسيوم (أطلق علماء القرن التاسع عشر على هذا المعبد الجنائزى اسم الرامسيوم نسبة إلى رمسيس الثاني) وهو معبد جنائزى ضخم بناه رمسيس لآمون ولنفسه، وتوجد له رأس ضخم أخذت من هذا المعبد ونقلت إلى المتحف البريطاني.
- وأقام رمسيس أيضا التحفة الرائعة معبدى أبو سمبل المعبد الكبير له المنحوت في الصخر ويحرس مدخل المعبد أربعة تماثيل ضخمة لرمسيس الثاني وهو جالسٌ، ويزيد ارتفاع كل تمثال عن 20 مترا، والمعبد الصغير المنحوت أيضا في الصخر لزوجته نفرتاري وكان مكرسا لعبادة الإلهة حتحور إلهه الحب والتي تصور برأس بقرة، وتوجد في واجهة المعبد 6 تماثيل ضخمة واقفة 4 منهم لرمسيس الثاني و2 للملكة نفرتارى ويصل ارتفاع التمثال إلى حوالي 10 متر.
- ووجود كل هذه الآثار له في الجنوب يدحض ادعاء البعض أن عاصمة الحكم في عهده كانت في الدلتا في مدينة (بر رعميس) لأن كل ما خلفه من آثار ومعابد عظيمة كانت في جنوب مصر حيث العاصمة كما هي طيبة.
- كانت آثار النوبة مهددة بالغرق تحت مياة بحيرة ناصر، ولكن تم إنقاذها بمساعدة اليونيسكو، وكانت عملية إنقاذ معبد أبو سمبل هي الأكبر والأكثر تعقيداً من نوعها، حيث تم نقل المعبدين الكبير والصغير إلى موقعهما الحالي،[27][28] الذي يرتفع عن الموقع القديم بأربعة وستين متراً، ويبعد عنه بمسافة مائة وثمانين متراً.
- وأقام رمسيس الثاني العديد من المسلات منها مسلة ما زالت قائمة بمعبد الأقصر، ومسلة أخرى موجودة حاليا في فرنسا بميدان الكونكورد بباريس وقام بنقلها مهندس فرنسي يدعى ليباس.

كما قام رمسيس بأول معاهدة سلام في العالم مع خاتوشيلي الثالث ملك الحيثيين.

## وفاته
دفن الملك رمسيس الثاني في وادي الملوك، في المقبرة kv7، إلا أن مومياؤه نُقلت إلى خبيئة المومياوات في الدير البحري، حيث اكتُشفت عام 1881م بواسطة جاستون ماسبيرو ونقلت إلى المتحف المصري بالقاهرة بعد خمس سنوات، كان رمسيس يبلغ ارتفاع قامته 170 سم، والفحوص الطبية على موميائه تظهر آثار شعر أحمر أو مخضب، ويعتقد أنه عانى من روماتيزم حاد في المفاصل في سنين عمره الأخيرة، وكذلك عانى من أمراض في اللثة.

## عملية نقل تمثاله
تم نقل تمثال رمسيس الثاني في بداية عقد الخمسينيات ووضع بأشهر ميادين القاهرة (ميدان باب الحديد) الذي تغير اسمه إلى ميدان رمسيس، وفي 25 أغسطس عام 2006م تم نقله من ميدانه الشهير الذي يقع في وسط القاهرة أمام محطة السكة الحديد وتم وضعه في منطقة الأهرامات بمحافظة الجيزة لإجراء الترميمات عليه لمدة عام ولحين الانتهاء من إنشاء المتحف المصري الكبير.

## إشكالية معاصرته للنبي موسى
نظرا لاعتماد علماء الغرب على ما لديهم من أسفار العهد القديم ومع تتبع الأزمنة الواردة به فقد ظن الكثيرون من المستشرقين وعلماء الغرب ان رمسيس الثاني هو نفسه فرعون موسى الذي عاصر وجود بني إسرائيل في مصر ومن أصحاب هذه النظرية: أولبرايت - إيسفلت - روكسي - أونجر – الأب ديڤو R.P. de Vaux ولمن يرون ذلك عدة آراء يحاولون بها اثبات هذه الفرضية، فذهب البعض إلى القول انه إذا كان رمسيس الثاني قد اعتلى العرش عام 1279 ق.م فإن ذلك كان يوم 31 مايو 1279 ق.م وبناءً على التاريخ المصري لاعتلائه العرش الشهر الثالث من فصل شمو يوم 27، ولكن ينقض نظرية الاعتماد على التورايخ، وربما يكون أول من نادى بهذه النظرية يوسيبيوس القيصاري الذي عاش في الفترة من 275 حتى 339 ميلادية.
كما شكك معظم علماء المصريات في فرضية ان يكون رمسيس الثاني هو فرعون موسى نتيجة بحث تاريخي مفصل ولأن فحص مومياؤه أثبتت انه لم يمت غرقا على عكس ما حاول أتباع هذه النظرية من الترويج لها بإدعاء وجود آثار ماء في رئتيه.
أما الطبيب الفرنسي موريس بوكاي فقد ذكر في كتابه (الإنجيل والقرآن والعلم الحديث) انه يظن ان مرنبتاح ابن رمسيس الثاني هو الأقرب لأن يكون هو فرعون موسى، وكان اعتماده في ذلك ان التوراة والإنجيل تؤكد وجود فرعونين عاصرا فترة النبى موسى أحدهما قام بتربيته والآخر هو من عرف بفرعون الخروج الذي طارد موسى وبنى إسرائيل وأغرقه الله في خليج السويس.
إلا أن الملك مرنبتاح نفسه قد قدم صك براءته من هذه النظرية.
فلقد قدم لنا مرنبتاح الدليل على كون تاريخ خروج موسى كان قبله بمئات السنين وذلك بما نقشه على لوحته الشهيرة من ما يعرف بأنشودة النصر والتي تباهى فيها بانتصاراته على كل ما يحيط به من ممالك ومنهم (إسرائيل) كما كان المصريون يدعون تلك القبائل آنذاك، ووصفت إسرائيل بالمخصص المصري القديم الرامز إلى القبائل وليس الشعوب المستقرة ذات الأوطان.
وكذلك لم يعثر على أي أثر ينتمى إلى فترة حكم رمسيس الثاني ذكر فيه أي شيء عن بنى إسرائيل أو أثر يشير إلى النوازل التي عاقب الله بها حاكم مصر وشعبه حتى يدفعه لقبول طلب نبى الله موسى بتحريرهم وخروجهم من أرض مصر.
وكما ذكرنا فإن أول ذكر لبنى إسرائيل في الآثار المصرية القديمة كان في عهد الملك مرنبتاح ابن رمسيس الثاني وخليفته في الحكم على اللوحة التي تم اكتشافها وتعرف باسم لوحة إسرائيل أو إنشودة النصر وفيها يسجل مرنبتاح انتصاراته على أرض كنعان وقبائل إسرائيل مما ينفى نفيا قاطعا أي إمكانية لكون رمسيس الثاني هو فرعون التسخير وان مرنبتاح هو فرعون الخروج.

## معرض صور

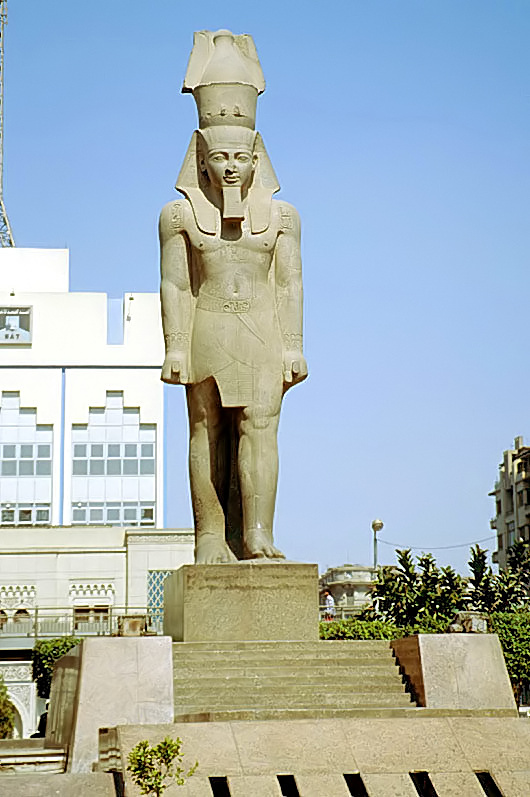
تمثال رمسيس الثاني بميدان رمسيس والمنقول إلى المتحف الكبير
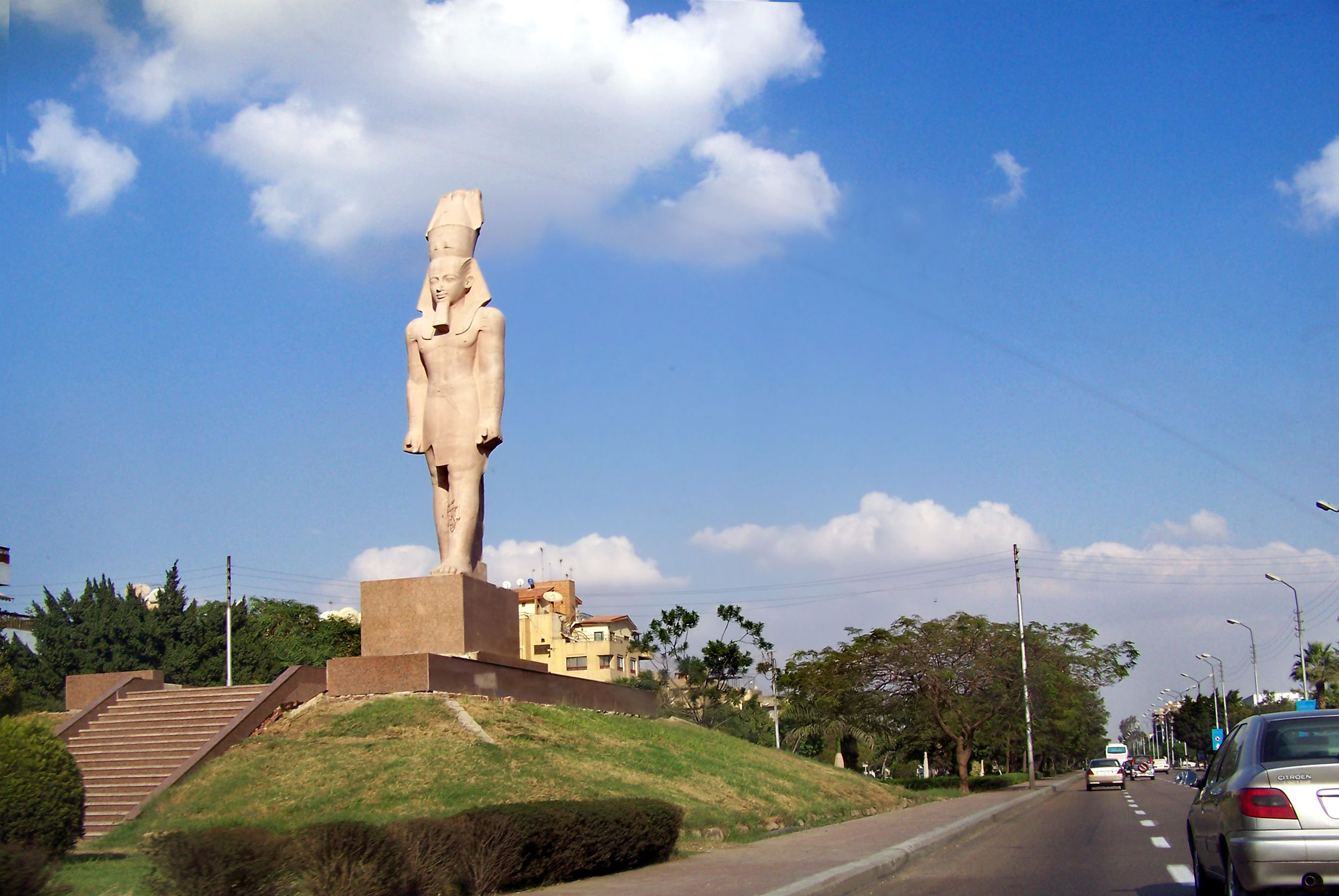
نسخة طبق الأصل من تمثال رمسيس الثاني، شارع صلاح سالم في مصر الجديدة
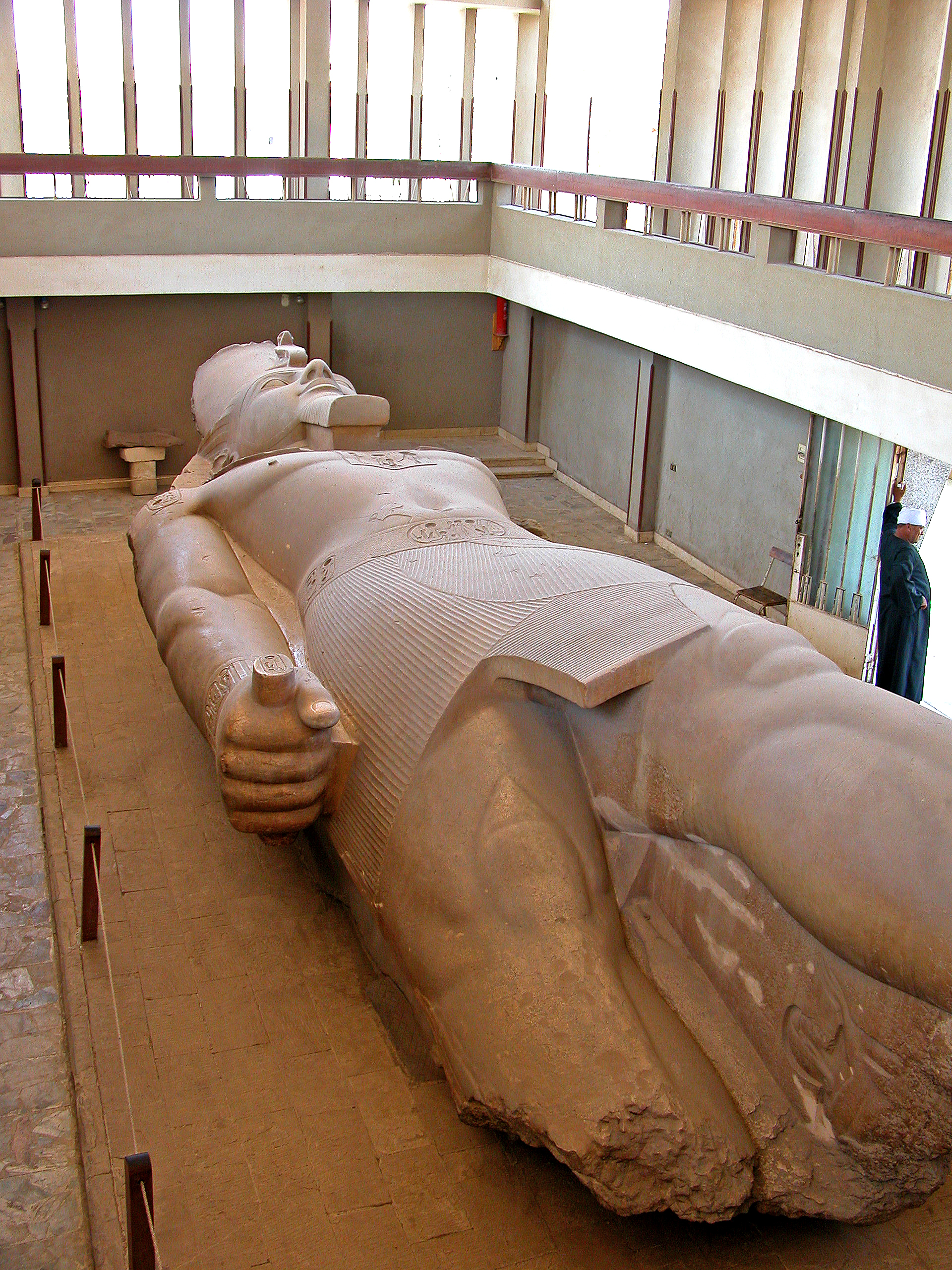
تمثال رمسيس الثاني المنبطح بالمتحف المفتوح (ميت رهينة)
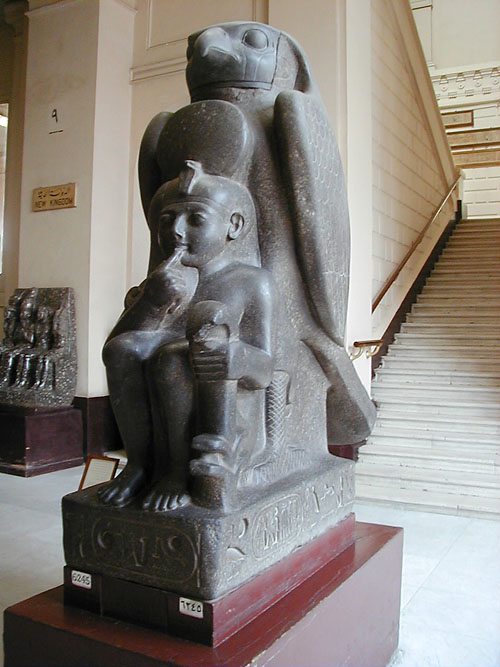
تمثال رمسيس الثاني كطفل
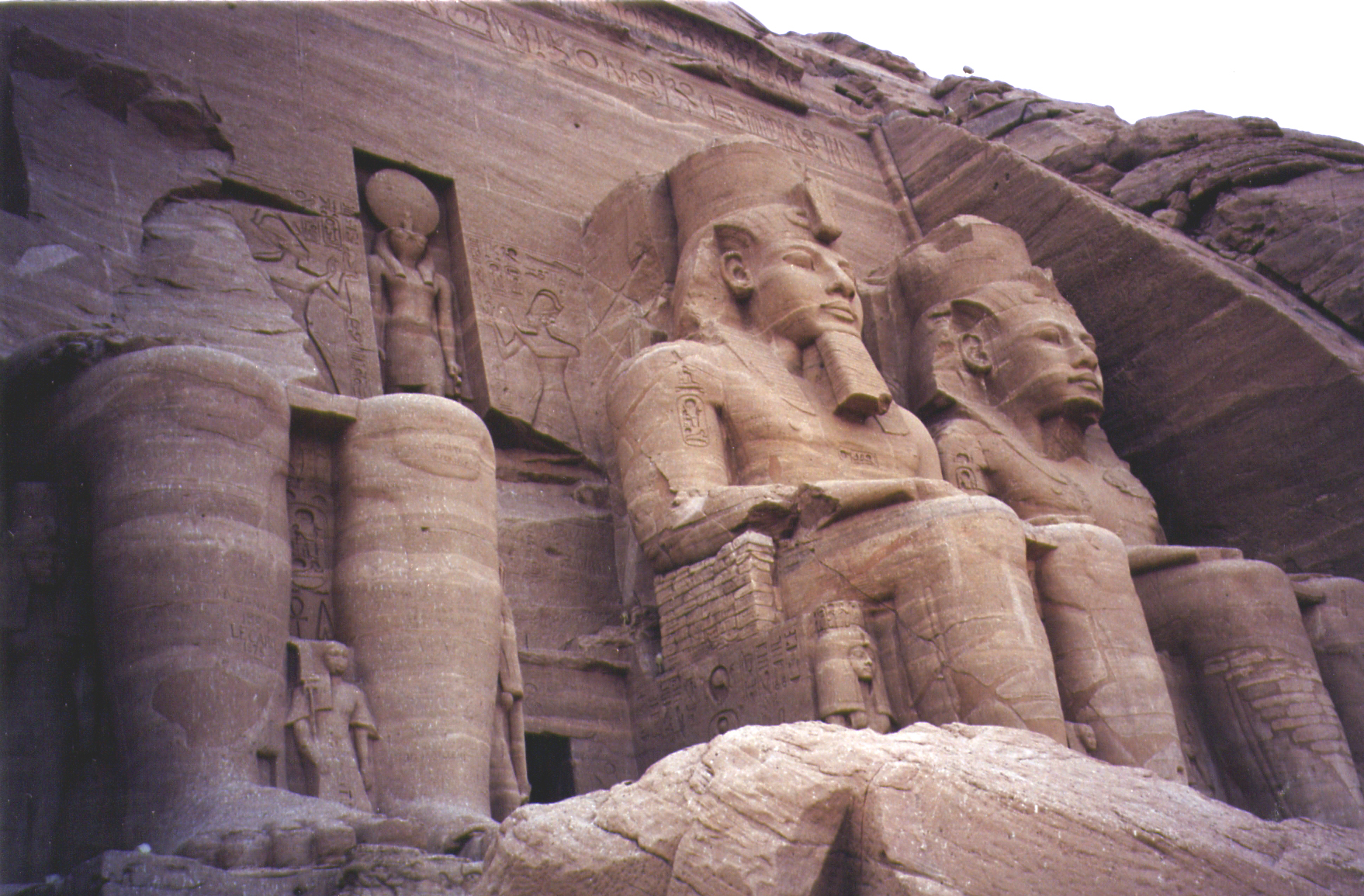
تمثال رمسيس الثاني بمعبد أبوسمبل
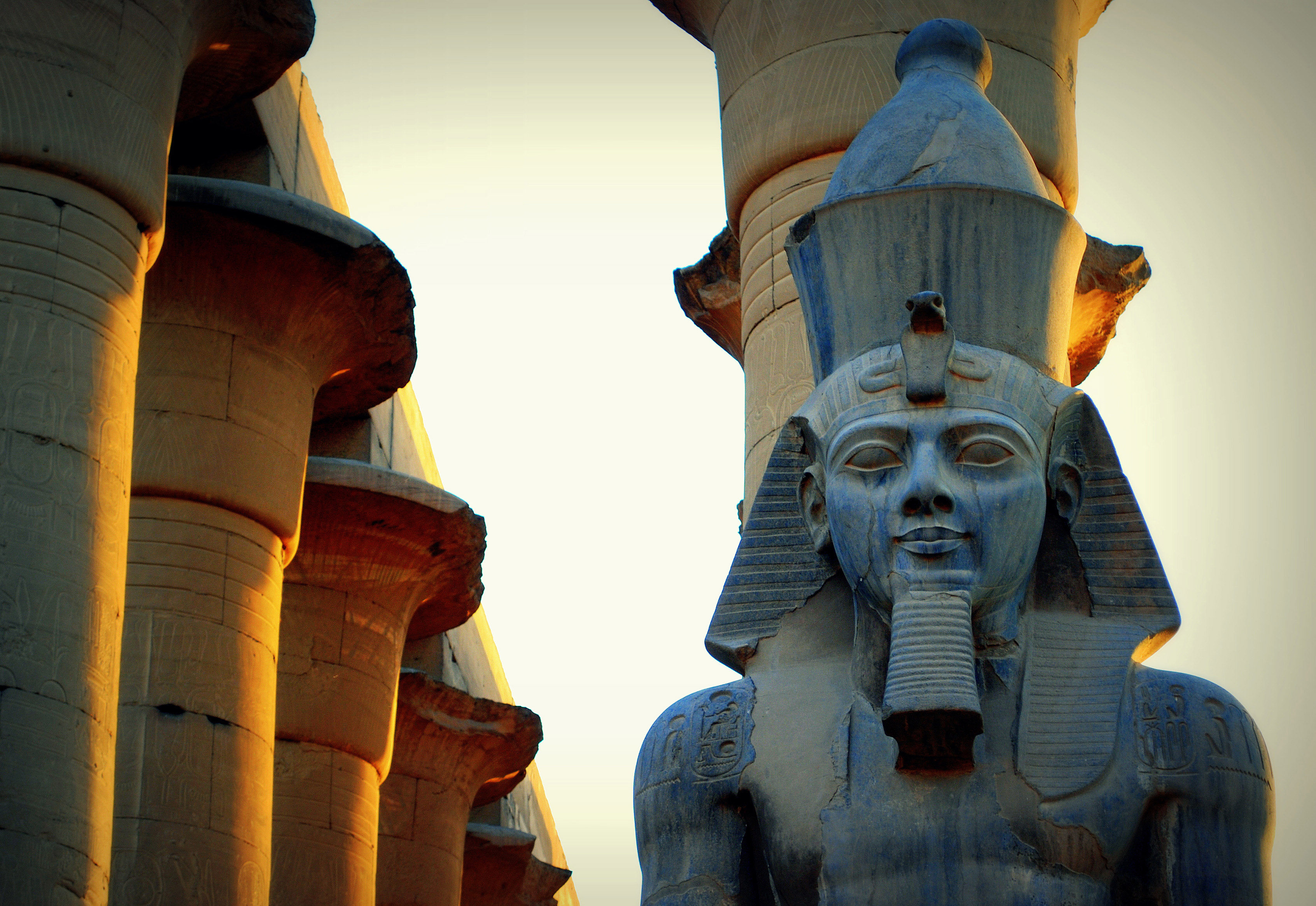
تمثال رمسيس الثاني بمعبد الأقصر
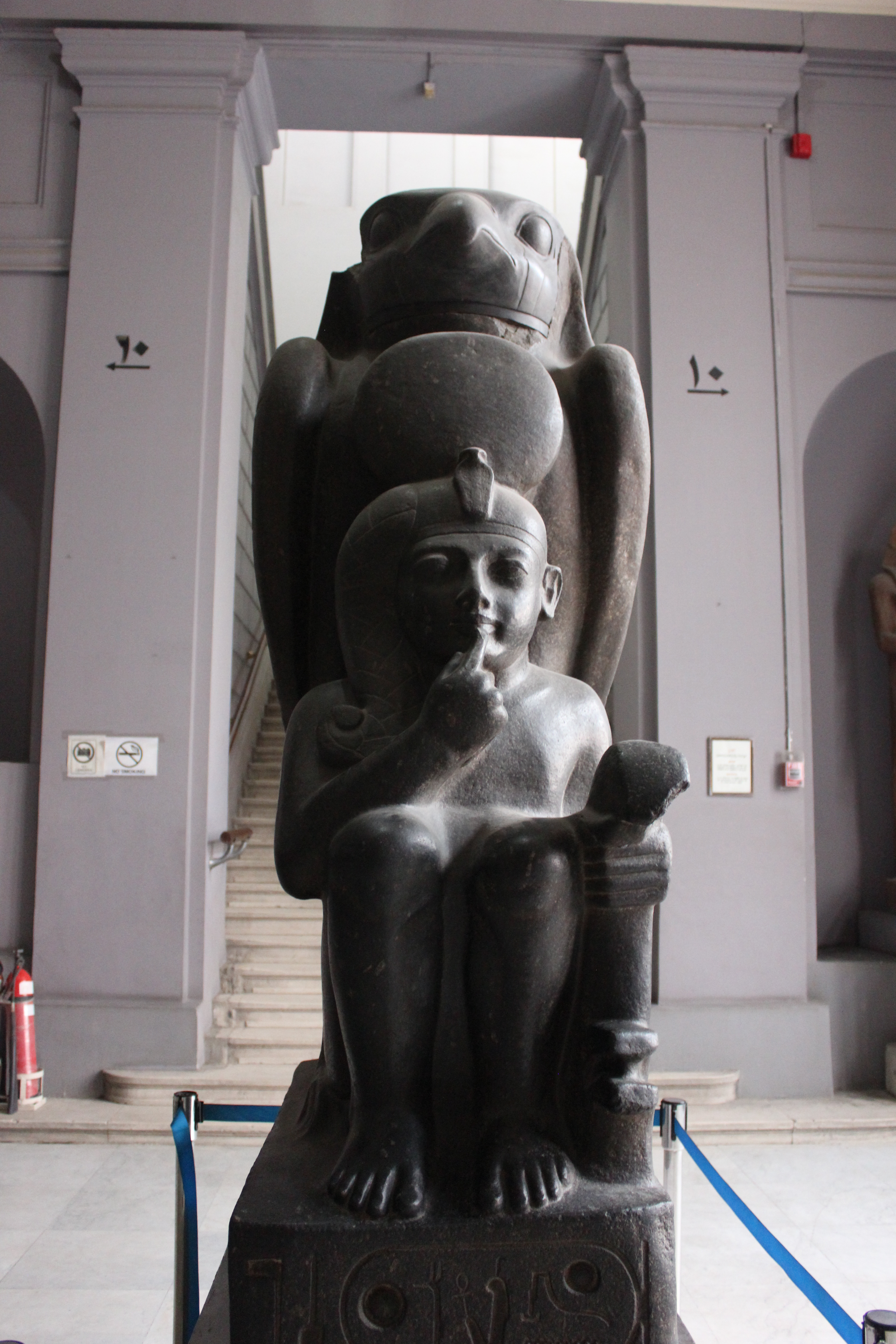
تمثال لرمسيس الثاني والمعبود حورون من الأمام.
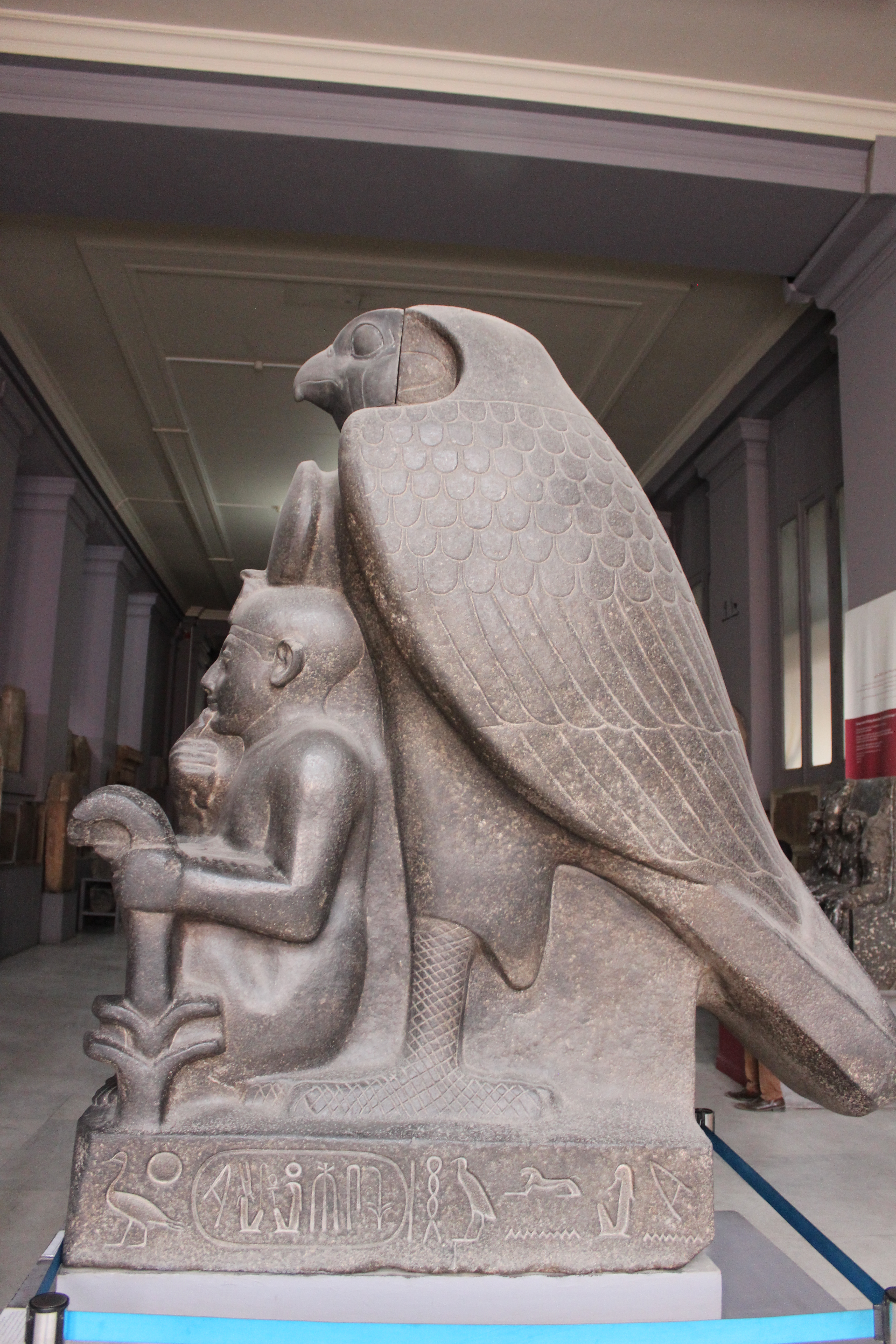
تمثال لرمسيس الثاني والمعبود حورون من الجانب.
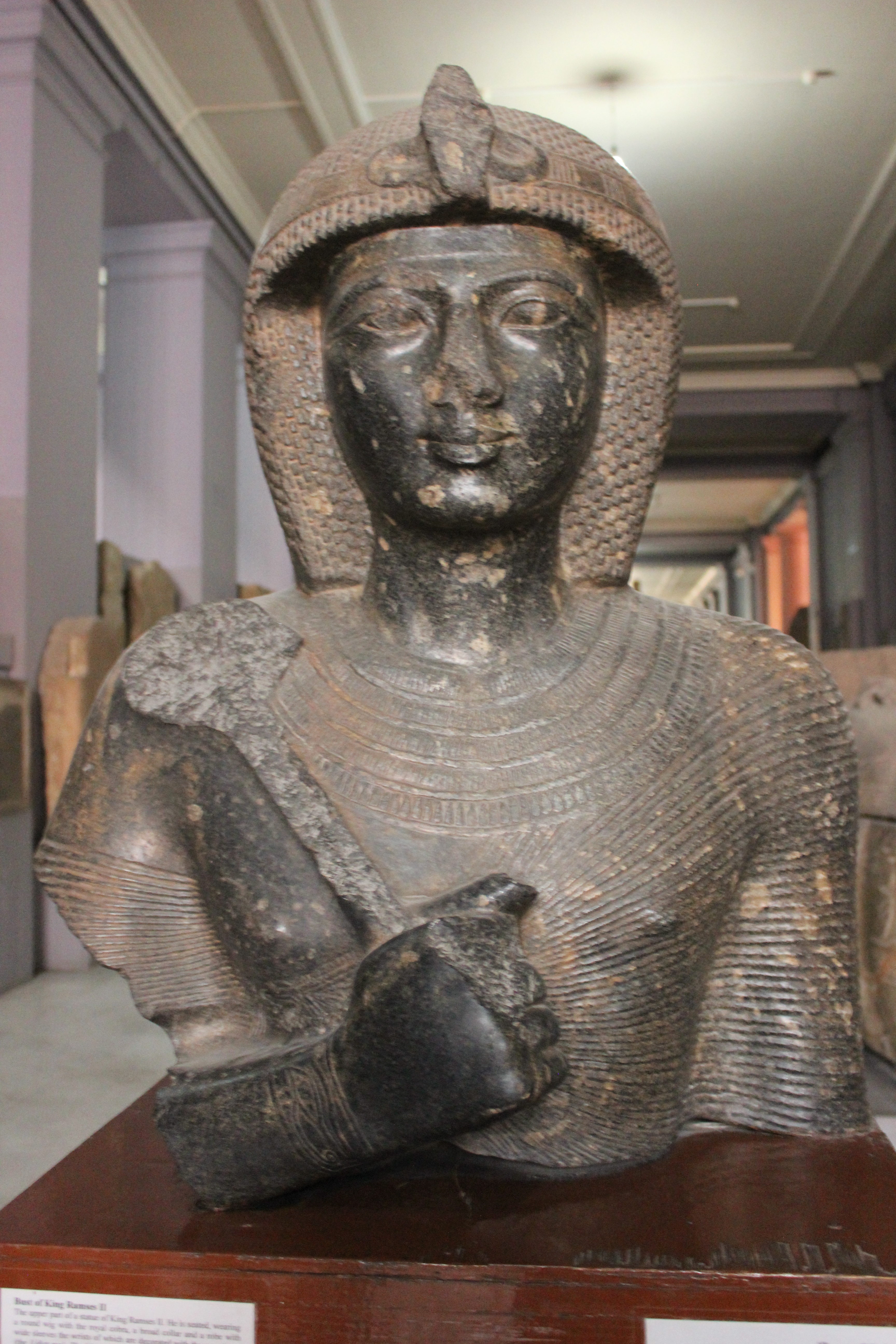
تمثال نصفي للملك رمسيس الثاني.
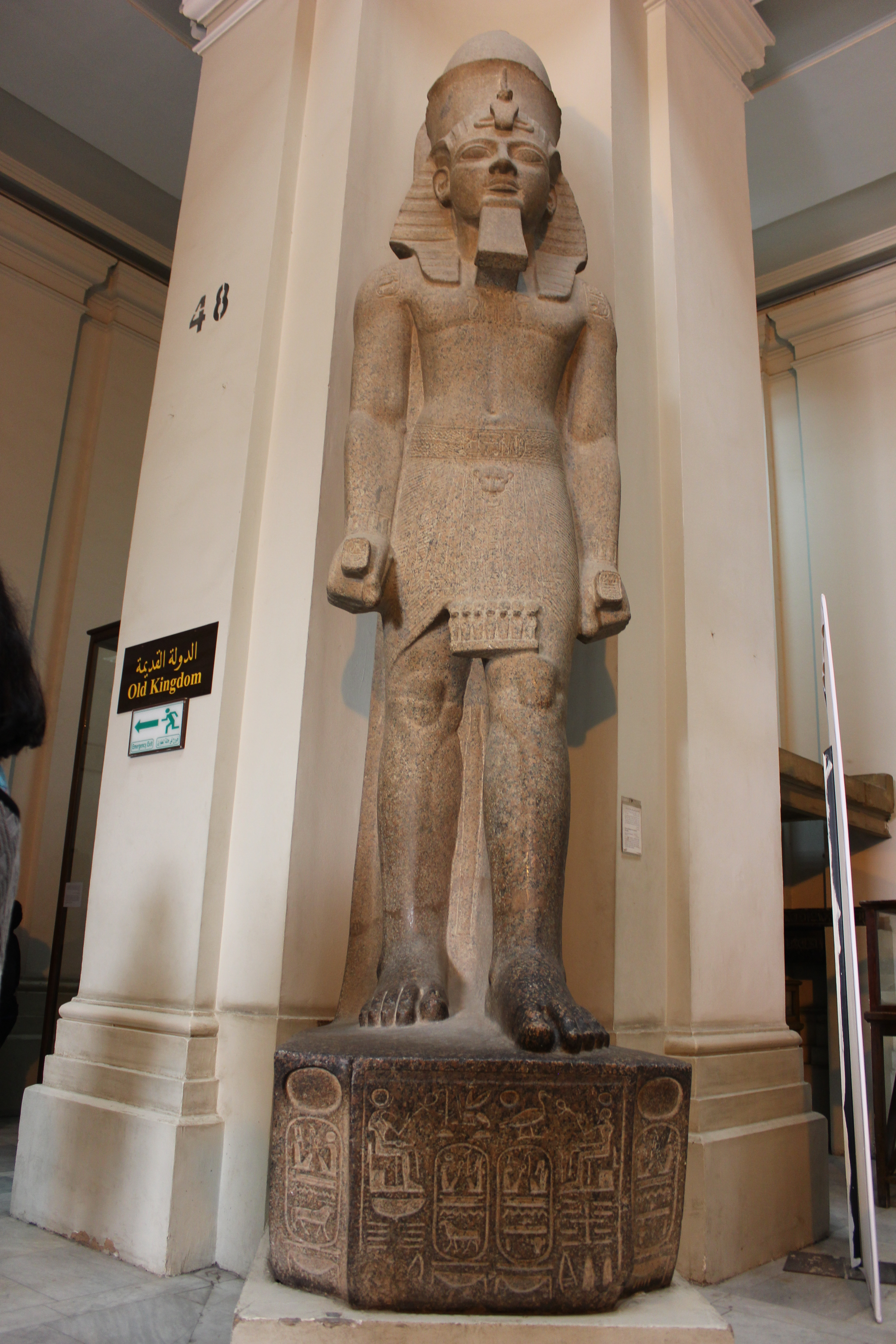
رمسيس الثاني عليه أسماء مرنبتاح.

## الهوامش
1. 1 2  Clayton (1994) p. 146
2. 1 2 3  Tyldesly (2001) p. xxiv
3. ↑  "Mortuary temple of Ramesses II at Abydos". مؤرشف من الأصل في 2012-03-07. اطلع عليه بتاريخ 2008-10-28.
4. ↑  Anneke Bart. "Temples of Ramesses II". مؤرشف من الأصل في 2018-07-29. اطلع عليه بتاريخ 2008-04-23.
5. ↑  "Tomb of Ramses II sons". مؤرشف من الأصل في 2018-08-27. اطلع عليه بتاريخ 2015-02-27.
6. ↑  Dearman، John Andrew؛ Graham، Matt Patrick؛ Miller، James Maxwell، المحررون (2001). The Land that I Will Show You: Essays on the History and Archaeology of the Ancient Near East in Honour of J. Maxwell Miller. Sheffield Academic Press. "The Geography of the Exodus", by John Van Seters, p. 265. ISBN:1-84127-257-4. مؤرشف من الأصل في 2019-07-18. اطلع عليه بتاريخ 2015-02-27.
7. ↑  "Rameses". Webster's New World College Dictionary. Wiley Publishing. 2004. مؤرشف من الأصل في 2019-12-15.
8. ↑  Putnam (1990)
9. ↑  Rice (1999) p.165
10. 1 2  von Beckerath (1997), pp.108 and 190
11. 1 2  Brand (2000), pp.302-305
12. ↑  O'Connor & Cline (1998) p.16
13. ↑  Christian Leblanc. "Gerard". مؤرشف من الأصل في 2007-12-04. اطلع عليه بتاريخ 2008-04-23.
14. ↑  Rice (1999) p.166
15. ↑  (Greek Text)Diodorus Siculus, Bibliotheca Historica, 1.47.4 at the Perseus Project نسخة محفوظة 06 فبراير 2017 على موقع واي باك مشين.
16. ↑  "Ozymandias". مؤرشف من الأصل في 2011-02-01. اطلع عليه بتاريخ 2008-03-30.
17. ↑  موسوعة التاريخ القديم رمسيس الثاني، تاريخ ولوج 13 أكتوبر 2013. نسخة محفوظة 24 يوليو 2014 على موقع واي باك مشين.
18. ↑  فخري 1957، صفحة 280-281
19. ↑  فخري 1957، صفحة 272
20. ↑  R. Gabriel, The Great Armies of Antiquity, 6
21. ↑  Grimal (1992) pp.250–253
22. ↑  Drews (1995), p. 54:في أربعينيات القرن التاسع عشر، ناقش علماء المصريات هوية «الشماليين القادمين من جميع الأراضي» الذين ساعدوا الملك ميري الليبي في هجومه على مرنبتاح. يعتقد بعض العلماء أن مساعدي ميري كانوا مجرد جيرانه على الساحل الليبي، بينما وصفهم آخرون بأنهم هندو أوروبيون من شمال القوقاز. كان أحد أسلاف ماسبيرو اللامعين إيمانويل دي روجي، الذي اقترح أن تعكس الأسماء أراضي شمال البحر الأبيض المتوسط: لوكا وإكويش وتريش وشيكلش وشردانا هم أنس قادمين من ليديا وآخايا وإتروريا (غرب إيطاليا) وصقلية وسردينيا. "اعتبر دي روجي ومعه آخرون أن مساعدي ميري -"شعوب البحر المتوسط"- فرق مرتزقة حيث كان من المعروف أن سردينيين على الأقل قد خدموا كمرتزقة في السنوات الأولى لرمسيس الكبير وهكذا فإن "الهجرة" الوحيدة التي يبدو أن نقش الكرنك توحي بها كانت محاولة تعدي من قبل الليبيين على الأراضي المجاورة."
23. ↑  Gale، N.H. (2011). "Source of the Lead Metal used to make a Repair Clamp on a Nuragic Vase recently excavated at Pyla-Kokkinokremos on Cyprus". في V. Karageorghis؛ O. Kouka (المحررون). On Cooking Pots, Drinking Cups, Loomweights and Ethnicity in Bronze Age Cyprus and Neighbouring Regions. Nicosia.{{استشهاد بكتاب}}:  صيانة الاستشهاد: مكان بدون ناشر (link)
24. ↑  O'Connor & Cline (2003), pp. 112–113.
25. ↑  Tyldesley (2000), pp.53
26. ↑  "The Naue Type II Sword". مؤرشف من الأصل في 2018-10-23. اطلع عليه بتاريخ 2008-05-30.
27. ↑  "Abu Simbel: The campaign that revolutionized the international approach to safeguarding heritage". UNESCO (بالإنجليزية). 12 Feb 2015. Archived from the original on 2023-01-14. Retrieved 2023-01-24.
28. ↑  Kiniry, Laura. "Egypt's exquisite temples that had to be moved". BBC (بالإنجليزية). Archived from the original on 2023-01-24. Retrieved 2023-01-24.
29. ↑  BBCArabic.com | بالفيديو والصور | نقل رمسيس الثاني إلى مقر المتحف الجديد بالجيزة نسخة محفوظة 09 أغسطس 2017 على موقع واي باك مشين.

## وصلات خارجية
- Ramesses the Great
- Egypt's Golden Empire: Ramesses II
- Ramesses II
- Usermaatresetepenre
- Ramesses II Usermaatre-setepenre (about 1279–1213 BC)
- The Cleveland Museum of Art: Relief of a King, probably Ramesses II
- Egyptian monuments: Temple of Ramesses II
- List of Ramesses II's family members and state officials
- Newly discovered temple